# شیار آسیالامی
شیار آسیالامی (انگلیسی: Mylohyoid sulcus) یا ناوَک آسیالامی (انگلیسی: Mylohyoid groove) شیاری است بر روی سطح داخلی شاخینهٔ (ramus) فک پایین که از سوراخ زیرواره‌ای (foramen mandibulae) به‌صورت مایل به سمت پایین و جلو امتداد دارد و عصب و سرخرگ آسیالامی در آن قرار دارد.